# Fred Liewehr
Fred Liewehr (* 17. Juni 1909 in Neutitschein, Österreich-Ungarn; † 19. Juli 1993 in Wien) war ein österreichischer Theater- und Filmschauspieler, Kammerschauspieler, Operettensänger (Tenor) sowie Festspielintendant. Er gehörte ab 1933 dem Ensemble des Wiener Burgtheaters an.

## Leben
Er besuchte 1930/31 das Max-Reinhardt-Seminar in Wien und wurde 1931 von Max Reinhardt als Eleve an das Theater in der Josefstadt engagiert. Ab 1933 spielte er am Wiener Burgtheater. 1969 wurde er dort Ehrenmitglied und 1981 Doyen. Von 1979 bis 1980 war er, als Nachfolger von Herbert Alsen (1906–1978), Intendant der Burgenländischen Festspiele und als solcher für zwei Saisonen Leiter der Seespiele Mörbisch sowie der Burgspiele Forchtenstein. Er trat auch an der Wiener Volksoper und bei den Salzburger Festspielen auf und wirkte in etlichen Filmen mit. Liewehr stand 1944 in der Gottbegnadeten-Liste des Reichsministeriums für Volksaufklärung und Propaganda.
Er war verheiratet mit der Kammersängerin Martha Rohs (1909–1963). Sein Sohn Florian Liewehr (1945–2014) war ebenfalls Schauspieler.
Fred Liewehr ist in einem ehrenhalber gewidmeten Grab auf dem Wiener Südwestfriedhof beerdigt (Gruppe 3, Reihe 2, Nummer 16). Nach ihm wurde 1995 die Fred-Liewehr-Gasse im 13. Wiener Gemeindebezirk Hietzing benannt, die verkehrt – also die ungeraden Nummern auf der rechten Seite – nummeriert wurde. Nach seiner Frau ist in Hietzing seit 2009 der Martha-Rohs-Weg benannt.
In der Marktgemeinde Langenzersdorf befindet sich die Villa Liewehr, die in den 1930er Jahren im Besitz der Familie Liewehr war. Dort verbrachte der Schauspieler oft seine Sommerfrische.

## Filmografie
- 1935: Jana, das Mädchen aus dem Böhmerwald
- 1939: Unsterblicher Walzer
- 1942: Brüderlein fein
- 1942: Wiener Blut
- 1943: Späte Liebe
- 1944/49: Wiener Mädeln
- 1948: Leckerbissen
- 1948: Der Engel mit der Posaune
- 1950: Kind der Donau
- 1951: Maria Theresia
- 1952: Symphonie Wien
- 1952: 1. April 2000
- 1953: Der Feldherrnhügel
- 1954: Wenn du noch eine Mutter hast (Das Licht der Liebe)
- 1954: Mädchenjahre einer Königin
- 1958: Im Prater blüh’n wieder die Bäume
- 1958: Der veruntreute Himmel
- 1959: Maria Stuart
- 1960: Don Carlos
- 1960: Gustav Adolfs Page
- 1962: Professor Bernhardi
- 1962: Hochzeitsnacht im Paradies
- 1964: Hilfe, meine Braut klaut
- 1965: An der Donau, wenn der Wein blüht
- 1965: Tante Frieda – Neue Lausbubengeschichten
- 1966: Onkel Filser – Allerneueste Lausbubengeschichten
- 1970: Das Kamel geht durch das Nadelöhr
- 1973: Abenteuer eines Sommers
- 1975: Viel Lärm um nichts
- 1975: Des Christoffel von Grimmelshausen abenteuerlicher Simplicissimus (Serie)
- 1976: Der Muff
- 1974: Das Land des Lächelns
- 1976: Der Raub der Sabinerinnen
- 1984: Der Unbestechliche